# Tuchelstecker
Tuchelstecker ist die umgangssprachliche Bezeichnung für eine in den 1930er Jahren vom deutschen Ingenieur Ulrich Tuchel entwickelte Steckverbindung, die im Bereich der Elektroakustik eine große Verbreitung fand. Bei zeitgenössischer Audiotechnik wird das abgedeckte Aufgabenfeld mittlerweile meist von der XLR-Steckverbindung übernommen, weshalb der Tuchelstecker seit den 1980er Jahren als überholt gilt.

## Geschichte
Die Tuchelstecker wurden von Ulrich Tuchel, Ingenieur der Reichs-Rundfunk-Gesellschaft, in den 1930er Jahren zur einfacheren Austauschbarkeit von Rundfunkapparaten entwickelt und bei den Olympischen Sommerspielen in Berlin 1936 erstmals großflächig eingesetzt. 1943 wurde der Kontakt in allen deutschen Rundfunk-Studios eingeführt. Nach dem Krieg gründete Tuchel das Unternehmen Tuchel Kontakt (heute Amphenol-Tuchel Electronics GmbH), das die Stecker weiter produzierte. Tuchelstecker wurden bis in die 1980er Jahre vor allem in professionellen Beschallungsanlagen und im Tonstudio-Bereich für Mikrofon- und Lautsprecherverbindungen eingesetzt.
Die Besonderheit der Stecker waren ihre selbstreinigenden Kontakte, die durch eine besondere Bauform als Mehrfach-Messerkontakte erreicht wurde. Hierdurch wurde der Übergangswiderstand im Vergleich zu guten Bananensteckern auf weniger als ein Zwölftel gesenkt. Diese Kontaktkonstruktion war auch die Grundlage für das Firmenlogo der Firma Tuchel.
Heutzutage findet man Tuchelstecker nur noch selten, beispielsweise in während der 1970er- und 1980er-Jahre eingerichteten Veranstaltungsräumen und Kirchen. Im professionellen Audio-Bereich wurden sie hauptsächlich durch die robusteren und wesentlich leichter handhabbaren, aber auch größeren XLR-Steckverbinder verdrängt; im Heimaudiobereich durch Cinch-Steckverbinder.

## Varianten

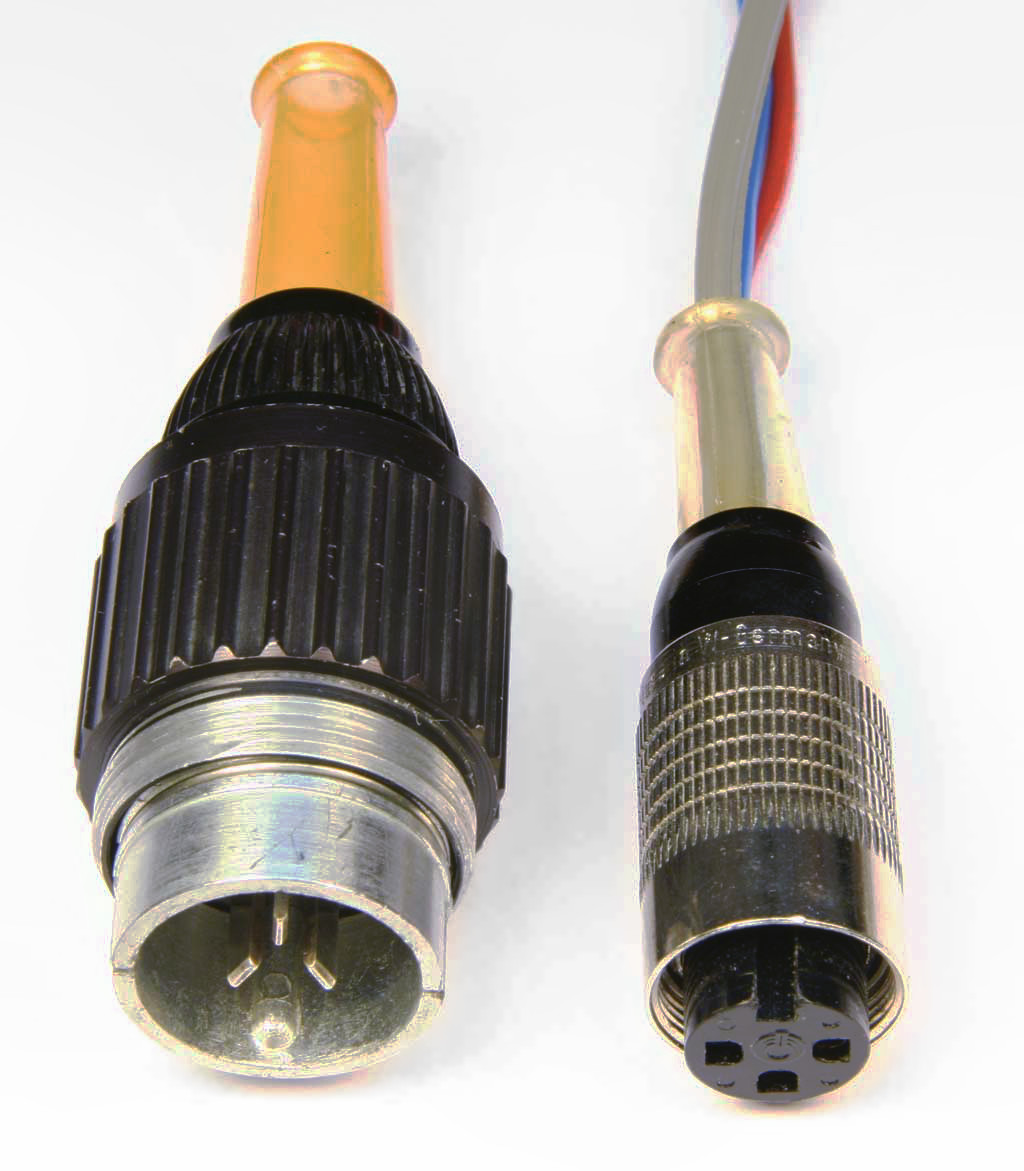
Ein Großtuchelstecker und eine Kleintuchelkupplung nach DIN-Norm

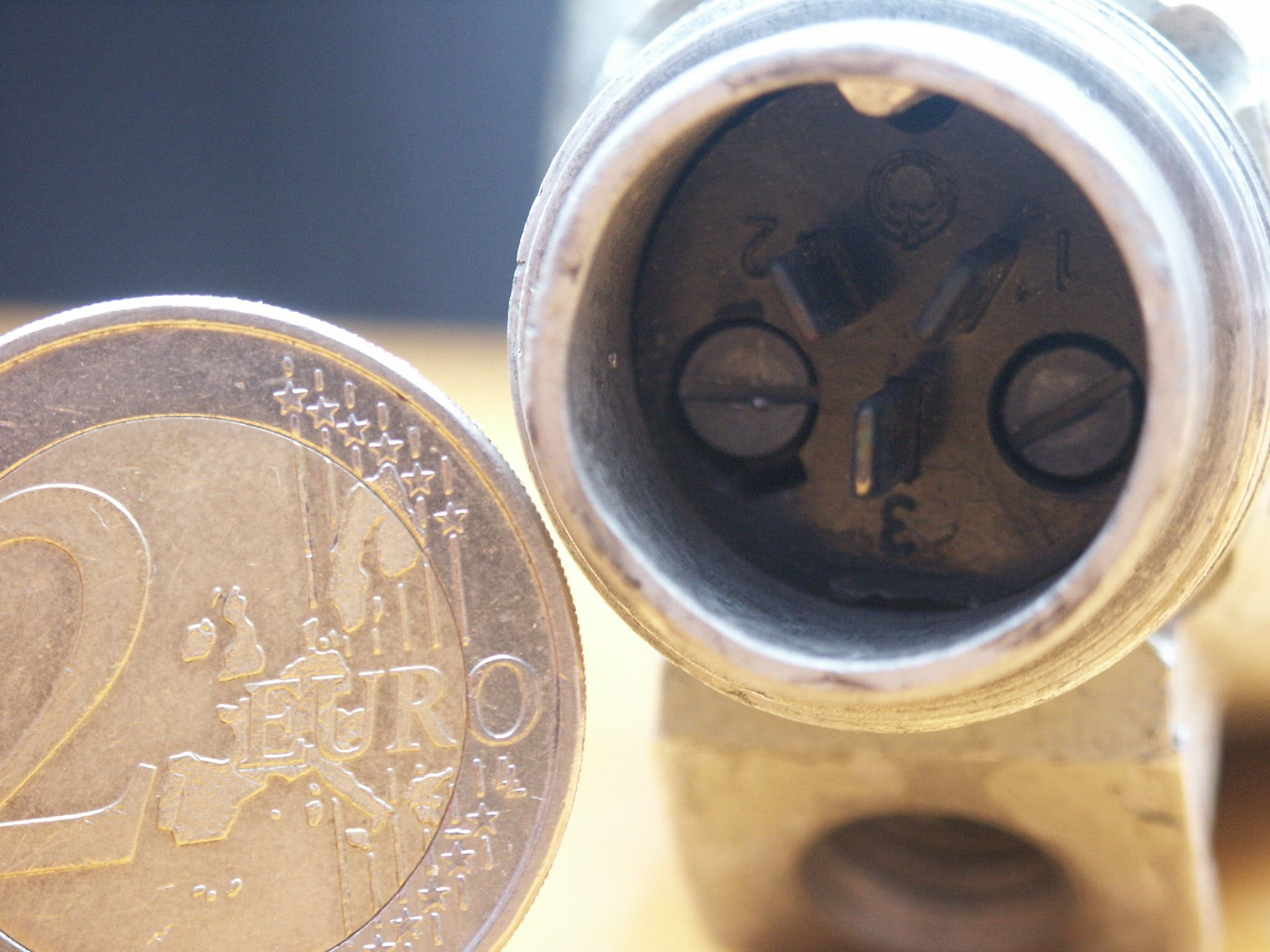
Der Großtuchelstecker im Größenvergleich

### Kleintuchel (DIN 41524)
Auch heute noch werden die Kleintuchel genannten, verschraubbaren DIN-Steckverbinder nach der DIN-Norm für DIN-Stecker (DIN 41524) in Polzahlen von 3 bis zu 8 (und mit feinen Stiften sogar bis 14) Polen, auch bis Schutzart IP68, produziert. Hersteller sind neben Amphenol-Tuchel das Unternehmen Franz Binder oder die Lumberg Connect GmbH.
Die Pinbelegung der Kleintuchel-Steckverbinder in der Audiotechnik ist 1 = positive Phase (+), 2 = Schirm (Masse), 3 = negative Phase (−). Die Zählweise entspricht der des 3-poligen DIN-Steckers. Die Kupplung hat eine drehbare Hülse, die über den Stecker geschraubt wird. Bei Kupplungen kann ersatzweise auch die 5-polige Version (180°) verwendet werden.

### Großtuchel (DIN 41624)
Es gab auch eine größere Steckverbindervariante, bekannt als Großtuchel. Typisch am Großtuchelstecker sind seine drei Kontakte, die wie ein „Y“ angeordnet sind. Er ist durch Verschraubung arretierbar.
Die Pinbelegung der Großtuchel-Steckverbinder in der Audiotechnik ist 1 = positive Phase (+), 2 = negative Phase (−), 3 = Schirm (Masse). Beim üblichen Einsatz als Mikrophon- bzw. Lautsprecher-Anschluss herrscht Signalkompatiblität zu den heute meistens zu diesen Zwecken eingesetzten XLR-Verbindern, so dass durch entsprechendes Umlöten unter Berücksichtigung der abweichenden Anschlussbelegungen (siehe XLR) das Umrüsten problemlos möglich ist.
Im nebenstehenden Bild ist links ein Großtuchelstecker (Typ T 3079 002) und rechts eine Kleintuchelkupplung (Typ T 3261 001) zu sehen. Bei entsprechender Vergrößerung ist an der Stirnseite des Kleintuchels auch das ehemalige Logo der Firma Tuchel zu erkennen.

## Weitere Tuchel-Produkte
Weitere Steckverbinder der Firma Tuchel waren beispielsweise rechteckige Kontaktleisten, andere Rundsteckverbinder, 4-mm-Laborstecker und auch nicht-verschraubbare DIN-Steckverbinder.